# Jöns Walldén
Jöns Nilsson Walldén, född 28 augusti 1863 i Västra Vrams socken, död 1 september 1945 på Mörby lasarett, var en svensk fröexpert.
Jöns Walldén var son till lantbrukaren Nils Hansson och Hanna Persdotter. Han avlade mogenhetsexamen i Lund 1883 och studerade därefter vid universitetet där och avlade filosofie kandidatexamen 1889. Han tjänstgjorde därefter vid Kalmar kemiska station och blev 1892 anställd som frökontrollant och kemist vid Sveriges utsädesförening i Svalöv. 1914 organiserades kontrollverksamheten som en särskild avdelning inom utsädesföreningen, varvid Walldén blev föreståndare med direktörs titel. Han avgick från denna befattning 1930 och var därefter till 1938 knuten till AB Wilhelm Dahl & co. i Stockholm som sakkunnig i frågor rörande utsädesbetning med mera. Från 1930 bodde han i Stocksund. Walldén var en föregångsman på den samtida frökontrollens område, och hans nära fyrtioåriga verksamhet i Svalöv blev till stort gagn för jordbruket och främst växtodlingen i Sverige. Han skapade och organiserade utsädesföreningens kontrollavdelning, som granskade Allmänna svenska utsädesaktiebolagets odling och försäljning av utsäde. I en rad vetenskapliga undersökningar, publicerade i Sveriges utsädesförenings tidskrift 1910–1924, visade Walldén, hur eftermognad hos spannmålsvaror, utsädets betning, tröskskador med mera kan inverka på utsädets kvalitet, och han skrev artiklar med råd och rön i tidningar och tidskrifter. Han var prisdomare vid många utsädesutställningar och utgav tillsammans med H. Witte en normerande handledning för bedömning av utsädesutställningar (1921). Walldén var i yngre år lärare vid Fridhems folkhögskola och Svalövs lantmannaskola samt tillhörde bland annat kyrkorådet och skolrådet i Svalöv.